# ماتشتدت
ماتشتدت (به آلمانی: Mattstedt) یک منطقهٔ مسکونی در آلمان است که در ایلمتال-واینشتراسه واقع شده‌است. ماتشتدت  ۴۹۹ نفر جمعیت دارد.